# Cominella
A Cominella a csigák (Gastropoda) osztályának Sorbeoconcha rendjébe, ezen belül a kürtcsigafélék (Buccinidae) családjába tartozó nem.

## Rendszerezés
A nembe az alábbi fajok és alfajok tartoznak:
- Cominella acutinodosa (Reeve, 1846)
- Cominella adspersa (Bruguière, 1789)
- Cominella alertae (Dell, 1956)
- Cominella eburneum (Reeve, 1846)
- Cominella elegantula Powell, 1946
  - Cominella elegantula marlboroughensis Powell, 1946
- Cominella ellisoni Marwick
- Cominella excoriata (Finlay, 1926)
  - Cominella excoriata tolagaensis Ponder, 1968
- Cominella glandiformis (Reeve, 1847)
- Cominella haroldi Powell, 1946
- Cominella lineolata (Lamarck, 1809)
- Cominella maculosa (Martyn, 1784)
- Cominella mirabilis Powell, 1929
  - Cominella mirabilis canturiensis (Dell, 1951)
  - Cominella mirabilis mirabilis Powell, 1929
  - Cominella mirabilis powelli (Fleming, 1948)
- Cominella nassoides (Reeve, 1846)
  - Cominella nassoides consobrina Powell, 1933
  - Cominella nassoides haroldi Powell, 1946
  - Cominella nassoides irdalei (Finlay, 1928)
  - Cominella nassoides nassoides (Reeve, 1846)
  - Cominella nassoides nodicincta (Martens, 1878)
  - Cominella nassoides otakauica Powell, 1946
- Cominella norfolkensis (Iredale, 1940)
- Cominella olsoni (Dell, 1956)
- Cominella otagoensis (Finlay, 1927)
- Cominella regalis Willian, 1977
- Cominella tasmanica Tenison - Woods, 1878
- Cominella testudinea (Bruguière, 1789) típusfaj
- Cominella tolagaensis Ponder, 1968
- Cominella virgata H.& A. Adams, 1853
  - Cominella virgata brookesi Powell, 1952
  - Cominella virgata virgata H.& A. Adams, 1853
- Cominella quoyana A. Adams, 1854
  - Cominella quoyana accuminata Hutton, 1893
  - Cominella quoyana griseicalx Willian, 1978
  - Cominella quoyana necopinata (Finlay, 1930)
  - Cominella quoyana quoyana A. Adams, 1854

Az alábbi fajok korábban ebbe a nembe tartoztak, de manapság áthelyezték őket más nemekbe:
- Afrocominella capensis (Dunker in Philippi, 1844) - szinonimája: Cominella elongata Dunker, 1857
- Buccinaria jonkeri (Koperberg, 1931) - szinonimák: Cominella koperbergi K. Martin, 1933; Cominella retifera K. Martin, 1933
- Haustrum vinosum (Lamarck, 1822) - szinonimája: Cominella albolirata Tenison-Woods, 1879
- Maorimorpha sulcata (Sowerby III, 1892) - szinonimája: Cominella sulcata G.B. Sowerby III, 1892
- Nucella castanea (Küster, 1886) - szinonimája: Cominella unifasciata G.B. Sowerby III, 1886
- Nucella dubia (Krauss, 1848) - szinonimája: Cominella acutispira Sowerby, 1821
- Vaughtia fenestrata (Gould, 1860) - szinonimája: Cominella puncturata G.B. Sowerby III, 1886

### Fordítás
- Ez a szócikk részben vagy egészben  a   Cominella című angol Wikipédia-szócikk fordításán alapul.  Az eredeti cikk szerkesztőit annak laptörténete sorolja fel. Ez a jelzés csupán a megfogalmazás eredetét és a szerzői jogokat jelzi, nem szolgál a cikkben szereplő információk forrásmegjelöléseként.